# Germaanse talen

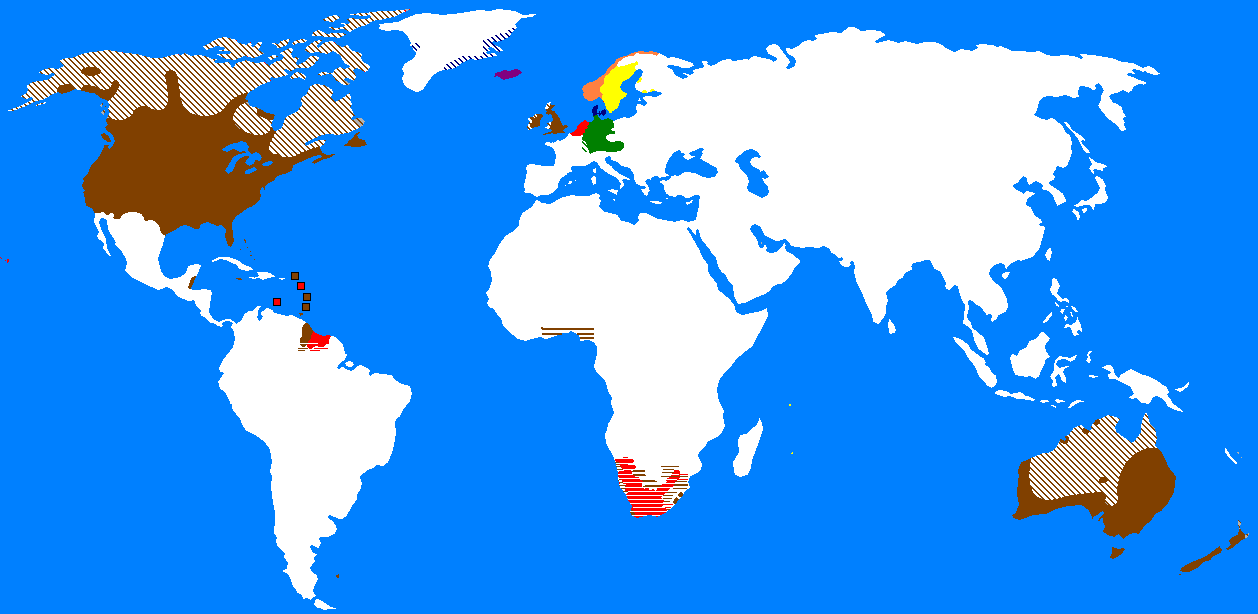
Verspreiding van Germaanse talen:
Deens
Duits
Engels
IJslands
Nederlands en Afrikaans
Noors
Zweeds

De Germaanse talen vormen een subgroep van de Indo-Europese talen.
De grootste Germaanse taal is het Engels, moedertaal van enkele honderden miljoenen mensen en de lingua franca van de wereld. Duits is een taal die door meer dan honderd miljoen Europeanen wordt gesproken. Deze talen zijn tevens beide wereldtalen. Nederlands wordt gesproken door 23 miljoen mensen en zijn dochtertaal Afrikaans door 16 miljoen (waarvan het merendeel als tweede of derde taal). Kleinere Germaanse talen zijn Zweeds (9,3 miljoen), Deens (5,5 miljoen), Noors (5 miljoen), Jiddisch (3 miljoen), Nedersaksisch (5,5 miljoen), Limburgs (1,3 miljoen), Fries (500 duizend), Luxemburgs (390 duizend), IJslands (320 duizend) en Faeröers (70 duizend). Er zijn in verscheidene landen ook kleine Germaanse talen en dialecten, die door heel weinig mensen worden gesproken, zoals Wymysoojs, Hutterisch, en het Mark-Brannenborger Platt. In totaal spreken circa 559 miljoen mensen een Germaanse taal als eerste taal.

## Ontwikkeling
Algemeen wordt aangenomen dat de Germaanse talen zijn voortgekomen uit een gemeenschappelijke Indo-Europese vooroudertaal, het Oergermaans of Proto-Germaans. In Denemarken en Sleeswijk-Holstein, het stamland van de Germanen, werd zeker in het 2e millennium voor Christus al Germaans gesproken. In het eerste millennium voor Christus breidde het Germaanse taalgebied zich uit vanuit Denemarken: in het noorden tot de zuidelijke kuststreken van Noorwegen en Zweden, en in het zuiden tot een deel van Noord-Duitsland tot in Polen. Destijds was het Germaans nog één taal met verschillende dialecten. In de eerste eeuw voor Christus kwam ook noordelijk Nederland tot aan de grote rivieren bij het Germaanse taalgebied te horen.
Met de val van het West-Romeinse rijk begon de Grote Volksverhuizing, in de vierde eeuw na Christus. De Franken, een grote Germaanse stam, namen bezit van de Nederlanden ten zuiden van de grote rivieren en ook van Frankrijk. Toch werd de Germaanse taal daar niet overgenomen en ontwikkelde zich daar de Romaanse taal Frans. Zo ontstond de huidige taalgrens in België tussen het Germaans en Romaans. Wel vestigden zich enkele Frankische dialectische varianten van het Germaans zich in zuidelijk Duitsland, Oostenrijk en Zwitserland.
In Brittannië werden de niet-Germaanse Kelten verslagen door de Angelen, Saksen en Friezen, de Germaanse stammen uit Denemarken, Noord-Duitsland en Noord-Nederland. Zij legden de bevolking aldaar hun regionale taal op.
In Noorwegen en Zweden dreven de Germanen de Lappen steeds verder noordwaarts. Door deze expansie van het Germaanse gebied verdween de eenheid tussen de stammen, en de talen die zich uit de dialecten hadden ontwikkeld.
Vanaf 500 na Christus wordt een driedeling onderscheiden; in Scandinavië woonden de Noord-Germanen, in de landen ten zuiden van Denemarken West-Germanen, en in Oost-, Zuidoost- en Zuid-Europa de Oost-Germanen.

## Kenmerken
Een belangrijk kenmerk van de Germaanse talen dat ze onderscheidt van de andere Indo-Europese talen is een klankverschuiving die bekendstaat als de Wet van Grimm. Deze verschuiving is deel van een vrij ingrijpende verandering die leidde tot het ontstaan van het vroege Germaans. Een andere verandering is het verdwijnen van ruwweg de helft van de acht naamvallen van het Proto-Indo-Europees (dit verschijnsel staat bekend als deflexie), terwijl dit systeem grotendeels wel bewaard is gebleven in bijvoorbeeld de Baltische en de Slavische talen, die nog meerdere naamvallen hebben. Kenmerkend voor de Germaanse talen zijn verder de sterke en zwakke vormen van het bijvoeglijk naamwoord, zoals in het Nederlands een nieuw huis tegenover het nieuwe huis.
Er wordt wel vermoed dat de wat afwijkende positie van het Germaans binnen de Indo-Europese talen verband houdt met het feit dat de sprekers van deze tak van het Indo-Europees in contact kwamen met een bevolking die een niet-Indo-Europese taal sprak; dit is de hypothese van een niet-Indo-Europees substraat van het Germaans. Een vrij groot aantal Germaanse woorden is niet gemakkelijk tot Indo-Europese wortels te herleiden (schattingen variëren van 10%-30% van de totale woordenschat). Sommige taalkundigen zien daarin de overblijfselen van een vroegere pre-Indo-Europese taal van Noordwest-Europa. Een vergelijkbaar proces van wisselwerking tussen de vroegste vormen van het Grieks en een pre-Griekse bevolking is echter historisch beter gedocumenteerd. Ook het Grieks verloor de helft van zijn naamvallen.
Germaanse talen hebben - meer dan de meeste andere Indo-Europese talen - vastgehouden aan de ablaut bij het vormen van de verleden tijd van het werkwoord, de zogenaamde sterke werkwoorden (zwem → zwom). Daarnaast ontstonden er vormen van de verleden tijd van zogenaamde zwakke werkwoorden met een dentaalsuffix, dus een achtervoegsel met d of t erin, bijvoorbeeld maakte.

## Oudste bronnen
Een vroege beschrijving van de cultuur van de Germanen is te vinden in de Germania van Tacitus. De taal is echter slechts laat geattesteerd. De oudste inscriptie staat op een helm gevonden bij Negau (Stiermarken) en dateert wellicht uit de 1e eeuw na Chr.
Een andere bekende inscriptie is gevonden op een van de gouden Gallehus-hoorns:
ek hlewagastiR holtijaR horna tawido
"Ik Hlewagast, Holtz zoon, heb de hoorn vervaardigd"
De hoorns zijn echter op 4 mei 1802 gestolen en korte tijd later door de dief omgesmolten. Daarmee is de oorspronkelijke inscriptie verloren gegaan; er bestaan alleen nog tekeningen van.

## Taal- en cultuurgebied in Europa
De grootste Germaanse talen van Europa zijn het Duits (95 miljoen), Engels (63 miljoen), en Nederlands (23 miljoen). Andere talen zijn de Scandinavische talen: Zweeds (10 miljoen), Noors (5 miljoen), Deens (5 miljoen) en de Nedersaksisch/Nederduitse (2 miljoen sprekers in Nederland, 5,5 miljoen in Duitsland) en de Limburgse (circa 2 miljoen sprekers in Nederland en België en een onbekend aantal in Duitsland) taalgroep. Verder zijn er ook nog kleinere talen, zoals het Fries (0,4 miljoen), IJslands (0,3 miljoen), Jiddisch (4 miljoen) en Faeröers (50.000).
In het noorden en oosten van Frankrijk wonen ook Germaanstaligen: Frans-Vlamingen (Frans-Vlaams) en Elzassers (Elzassisch, een lokale variant van het Duits). Tevens kan men het noorden en noordoosten van Frankrijk deels tot het Germaans-Europese cultuurgebied rekenen. Ook is er nog een sterke Germaanse invloed in het noordoosten van Italië (Zuid-Tirol) (waar Duits een officiële taal is).
In het Verenigd Koninkrijk behoorde van oorsprong alleen Engeland tot het Germaans-Europese cultuurgebied. Maar inmiddels beslaat het het grootste deel van de Britse eilanden. Er bestaat enige invloed vanuit de Keltische delen van de Britse Eilanden. De invloed van de Germaanse cultuur op de Keltische cultuur is echter groter.
De (Noord-)Germaanse cultuur heeft grote invloed gehad op de Finse cultuur en op de cultuur van de Baltische landen en Noord-Polen, wegens de levendige handel op de Oostzee vanaf de vroege middeleeuwen.
Verspreid over Midden- en Oost-Europa leven nu nog kleine groepen Duitsers, zoals in het gebied rond Opole, en zoals de Zevenburger Saksen in Transsylvanië (Roemenië). Tot de verdrijving van Duitsers na de Tweede Wereldoorlog reikte het Duitse taalgebied echter veel verder. Daarnaast woonden in vrijwel alle Oost-Europese landen grote groepen Duitsers.
Ook is er nog het Wymysoojs, een bijna uitgestorven west Germaanse taal die wordt gesproken in het dorpje Wilamowice in Polen. er zijn naar schatting nog ca 64 sprekers over. Er zijn wel enkele pogingen gedaan om de taal weer leven in te blazen.

## Indeling

### Stamboomindeling
De traditionele indeling van de Germaanse talen berust op het in de 18e eeuw uitgewerkte stamboommodel.
Volgens dit model is het Oergermaans uiteengevallen in het Oost-Germaans, Noord-Germaans en West-Germaans. Het West-Germaans zou op zijn beurt in eerste instantie twee dochtertalen hebben voortgebracht, het Anglo-Fries (de voorloper van de moderne Friese talen, het Engels en het Schots) en het Oerduits (dat bij sommige taalwetenschappers ook heel eenvoudig Duits werd genoemd).
Door de Hoogduitse klankverschuiving zou dit Oerduits zich opgedeeld hebben in Oudhoogduits en Nederduits. Uit de dialecten van deze twee talen zouden weer andere talen voort zijn gekomen, zoals het Frankisch en Oudsaksisch. Volgens deze opvatting is het Nederlands uit het Nederduits voortgekomen, dat wil zeggen uit de Nederduitse tak van het Oerduits.
Deze indeling van de Germaanse talen wordt in de taalwetenschap sinds de jaren 50 van de 20e eeuw echter algemeen afgewezen.

### Alternatieve indeling
Een alternatieve indeling stelt dat het Oergermaans uiteenviel in Noord, West en Oost, die daarna weer verscheidene afsplitsingen hadden; echter deze is eveneens omstreden en wordt evenmin breed aanvaard. Er is tegenwoordig geen algemeen aanvaarde indeling van de Germaanse talen.

### Indeling van Maurer
Veel instemming heeft de theorie van de Duitse taalwetenschapper Friedrich Maurer gekregen.
Maurer gaat niet van drie maar van vijf Germaanse taalgroepen uit:
- Elbe-Germanen (aan de rivier Elbe: Alemannen, Bajuwaren, Longobarden)
- Oder-Weichsel-Germanen (aan de rivieren Oder en Weichsel)
- Noord-Germanen (in Scandinavië)
- Noordzee-Germanen (Friezen, Angelen, Saksen)
- Wezer-Rijn-Germanen (aan de rivieren Wezer en Rijn: Franken, Hessen

Volgens hem zijn Nederduits en Hoogduits geen oeroude taaleenheden maar latere versmeltingsproducten.
De begrippen Anglo-Fries en West-Germaans wijst hij af.

### Traditionele indeling
In het vervolg wordt echter de traditionele indeling weergegeven. 
Het Oergermaans is een gereconstrueerde taal waar de andere Germaanse talen van afstammen.
| Noord-Germaanse talen:   |              | |
| Zweeds                   | 9,3 miljoen  | Zweden, Finland |
| Noors - Bokmål - Nynorsk | 4,7 miljoen  | Noorwegen |
| Deens                    | 5,5 miljoen  | Denemarken, Faeröer, Groenland |
| IJslands                 | 320.000      | IJsland |
| Faeröers                 | 70.000       | Faeröer |
| West-Germaanse talen:    |              | |
| Engels                   | 350 miljoen  | Verenigd Koninkrijk, Verenigde Staten, Canada, Ierland, Zuid-Afrika, Australië, Nieuw-Zeeland, Guyana, India, Nigeria, Kenia, Tanzania, Namibië, Ghana, Zuid-Soedan |
| Duits                    | 110 miljoen  | Duitsland, Oostenrijk, Zwitserland, Liechtenstein, Luxemburg, Frankrijk, België, Italië, Namibië, Brazilië, Polen, Slowakije, Roemenië, Hongarije, Denemarken       |
| Nederlands - Afrikaans   | 32,2 miljoen | Nederland, België, Verenigde Staten, Zuid-Afrika, Namibië, Suriname, Aruba, Curaçao, Sint Maarten, Frankrijk, Duitsland                                             |
| Nedersaksisch            | 4,8 miljoen  | Nederland, Duitsland, Denemarken |
| Limburgs                 | 2 miljoen    | Nederland, België, Duitsland |
| Jiddisch                 | 3 miljoen    | Verenigde Staten, België, Israël |
| Luxemburgs               | 390.000      | Luxemburg, België |
| Fries                    | 500.000      | Nederland, Duitsland, Denemarken |
| Wymysoojs                | 60           | Polen |

De Oost-Germaanse talen zijn uitgestorven. Zij bestonden uit:
- Gotisch
- Vandaals
- Bourgondisch

## Vergelijkingen tussen enkele Germaanse talen
| Engels      | Schots | Fries     | Nedersaksisch           | Afrikaans  | Nederlands  | Limburgs (Tegels) | Duits             | Gotisch        | IJslands                     | Faeröers                    | Zweeds                      | Deens                       | Bokmål (Noors)              | Nynorsk (Noors)               |
| ----------- | ------ | --------- | ----------------------- | ---------- | ----------- | ----------------- | ----------------- | -------------- | ---------------------------- | --------------------------- | --------------------------- | --------------------------- | --------------------------- | ----------------------------- |
| Apple       | Aiple  | Apel      | Appel                   | Appel      | Appel       | Appel             | Apfel             | Aplus          | Epli                         | Epl(i)                      | Äpple                       | Æble                        | Eple                        | Eple                          |
| Board       | Buird  | Board     | Boord/Bröt              | Bord       | Bord        | Bord              | Brett             | Baúrd          | Borð                         | Borð                        | Bord                        | Bræt                        | Bord                        | Bord                          |
| Beech       | Beech  | Boek      | Böke                    | Beuk       | Beuk        | Buuëk/Beûk        | Buche             | Bōka/ -bagms   | Bók                          | Bók                         | Bok                         | Bøg                         | Bøk                         | Bøk, Bok                      |
| Book        | Beuk   | Boek      | Book                    | Boek       | Boek        | Book              | Buch              | Bōka           | Bók                          | Bók                         | Bok                         | Bog                         | Bok                         | Bok                           |
| Breast      | Breest | Boarst    | Bo(r)st/Bö(r)st         | Bors       | Borst       | Bors              | Brust             | Brusts         | Brjóst                       | Bróst                       | Bröst                       | Bryst                       | Bryst                       | Brjost                        |
| Brown       | Broun  | Brún      | Broen                   | Bruin      | Bruin       | Broén             | Braun             | Bruns          | Brúnn                        | Brúnur                      | Brun                        | Brun                        | Brun                        | Brun                          |
| Day         | Day    | Dei       | Dag                     | Dag        | Dag         | Daag              | Tag               | Dags           | Dagur                        | Dagur                       | Dag                         | Dag                         | Dag                         | Dag                           |
| Dead        | Deid   | Dea       | Dood                    | Dood       | Dood        | Doeëd             | Tod               | Dauþs          | Dauður                       | Deyður                      | Död                         | Død                         | Død                         | Daud                          |
| Die/ Starve | Dee    | Stjerre   | Döen/Starven            | Sterf      | Sterven     | Sjterve           | Sterben           | Diwan          | Deyja                        | Doyggja                     | Dö                          | Dø                          | Dø                          | Døy                           |
| Enough      | Eneuch | Genôch    | Noog/Genög              | Genoeg     | Genoeg      | Genóg             | Genug             | Ganōhs         | Nóg                          | Nóg/ Nógmikið               | Nog                         | Nok                         | Nok                         | Nog                           |
| Finger      | Finger | Finger    | Finger                  | Vinger     | Vinger      | Vinger            | Finger            | Figgrs         | Fingur                       | Fingur                      | Finger                      | Finger                      | Finger                      | Finger                        |
| Give        | Gie    | Jaan      | Geven                   | Gee        | Geven       | Gaeve             | Geben             | Giban          | Gefa                         | Geva                        | Giva / Ge                   | Give                        | Gi                          | Gje(va)                       |
| Glass       | Gless  | Glês      | Glas                    | Glas       | Glas        | Glaas             | Glas              |                | Gler                         | Glas                        | Glas                        | Glas                        | Glass                       | Glas                          |
| Gold        | Gowd   | Goud      | Gold                    | Goud       | Goud        | Gold              | Gold              | Gulþ           | Gull                         | Gull                        | Guld/ Gull                  | Guld                        | Gull                        | Gull                          |
| Hand        | Haund  | Hân       | Hand/Haand              | Hand       | Hand        | Hank              | Hand              | Handus         | Hönd                         | Hond                        | Hand                        | Hånd                        | Hånd                        | Hand                          |
| Head        | Heid   | Holle     | Kopp                    | Hoof/ Kop  | Hoofd/ Kop  | Kop               | Haupt/ Kopf       | Háubiþ         | Höfuð                        | Høvd/ Høvur                 | Huvud                       | Hoved                       | Hode                        | Hovud                         |
| High        | Heich  | Heech     | Hoog/Heug               | Hoog       | Hoog        | Hoeëg             | Hoch              | Háuh           | Hár                          | Høg/ur                      | Hög                         | Høj                         | Høy                         | Høg                           |
| Home        | Hame   | Hiem/Thús | Heim                    | Heim/ Tuis | Heim/Thuis  | Heim/Thoés        | Heim              | Háimōþ         | Heim                         | Heim                        | Hem                         | Hjem                        | Hjem                        | Heim                          |
| Hook        | Heuk   | Heak      | Haak/Hook               | Haak       | Haak        | Haok              | Haken             | Krappa/ Krampa | Krókur                       | Krókur/ Ongul               | Hake/ Krok                  | Hage/ Krog                  | Hake/ Krok                  | Hake/ Krok                    |
| House       | Hoose  | Hûs       | Hoes                    | Huis       | Huis        | Hoés              | Haus              | Hūs            | Hús                          | Hús                         | Hus                         | Hus                         | Hus                         | Hus                           |
| Many        | Mony   | Mannich   | Mennig                  | Menige     | Menige      | Meinige           | Manch             | Manags         | Margir                       | Mangir/ Nógvir              | Många                       | Mange                       | Mange                       | Mange                         |
| Moon        | Muin   | Moanne    | Maan/Moan               | Maan       | Maan        | Maon              | Mond              | Mēna           | Tungl/ Máni                  | Máni/ Tungl                 | Måne                        | Måne                        | Måne                        | Måne                          |
| Night       | Nicht  | Nacht     | Natt/Nacht              | Nag        | Nacht       | Nach              | Nacht             | Nahts          | Nótt                         | Natt                        | Natt                        | Nat                         | Natt                        | Natt                          |
| No/ Nay     | Nae    | Nee       | Nee(t)/nich             | Nee        | Nee(n)      | Nae               | Nein/ Nö/ Ne/ Nee | Nē             | Nei                          | Nei                         | Nej                         | Nej                         | Nei                         | Nei                           |
| Old         | Auld   | Âld       | Oll/Aold                | Oud        | Oud, Gammel | Aad               | Alt               | Sineigs        | Gamall (maar: eldri, elstur) | Gamal (maar: eldri, elstur) | Gammal (maar: äldre, äldst) | Gammel (maar: ældre, ældst) | Gammel (maar: eldre, eldst) | Gam(m)al (maar: eldre, eldst) |
| One         | Ane    | Ien       | Een(e)/Ien              | Een        | Een         | Ein               | Eins              | Áins           | Einn                         | Ein                         | En                          | En                          | En                          | Ein                           |
| Ounce       | Unce   | Ûns       | Ons                     | Ons        | Ons         | ôs                | Unze              | Unkja          | Únsa                         | Únsa                        | Uns                         | Unse                        | Unse                        | Unse                          |
| Snow        | Snaw   | Snie      | Snee/Snei               | Sneeu      | Sneeuw      | Sjnieë            | Schnee            | Snáiws         | Snjór                        | Kavi/ Snjógvur              | Snö                         | Sne                         | Snø                         | Snø                           |
| Stone       | Stane  | Stien     | Stien/Steen/Stain/Stein | Steen      | Steen       | Sjtein            | Stein             | Stáins         | Steinn                       | Steinur                     | Sten                        | Sten                        | Sten                        | Stein                         |
| That        | That   | Dat       | Dat (Dit)/Det           | Dit        | Dat, Die    | Det, Dae          | Das               | Þata           | Það                          | Tað                         | Det                         | Det                         | Det                         | Det                           |
| Two/Twain   | Twa    | Twa       | Twee/Twie/Twei          | Twee       | Twee        | Twieë             | Zwei/Zwo          | Twái           | Tveir/Tvær/Tvö               | Tveir/Tvær/Tvey             | Två                         | To                          | To                          | To                            |
| Who         | Wha    | Wa        | Wokeen/Wel/Wee/Wei      | Wie        | Wie         | Wae               | Wer               | Ƕas (Hwas)     | Hver                         | Hvør                        | Vem                         | Hvem                        | Hvem                        | Kven                          |
| Worm        | Wirm   | Wjirm     | Wörm                    | Wurm       | Wurm/ Worm  | Wörm              | Wurm              | Maþa           | Maðkur, Ormur                | Maðkur/ Ormur               | Mask/ Orm                   | Orm                         | Mark/ Orm                   | Makk/ Orm                     |
| Engels      | Schots | Fries     | Nedersaksisch           | Afrikaans  | Nederlands  | Limburgs (Tegels) | Duits             | Gotisch        | IJslands                     | Faeröers                    | Zweeds                      | Deens                       | Bokmål (Noors)              | Nynorsk (Noors)               |